# Tanjung Lamin
Tanjung Lamin is een bestuurslaag in het regentschap Merangin van de provincie Jambi, Indonesië. Tanjung Lamin telt 1521 inwoners (volkstelling 2010).